# Список реп-альбомів № 1 у 2011 році (США)
Нижче наведено музичні альбоми, що посіли 1-шу сходинку чарту Billboard Top Rap Albums у 2011 р.
| Дата виходу чарту | Альбом                         | Виконавець          |
| ----------------- | ------------------------------ | ------------------- |
| 1 січня           | Pink Friday                    | Нікі Мінаж          |
| 8 січня           | Recovery                       | Eminem              |
| 15 січня          | Recovery                       | Eminem              |
| 22 січня          | Pink Friday                    | Нікі Мінаж          |
| 29 січня          | Pink Friday                    | Нікі Мінаж          |
| 5 лютого          | Pink Friday                    | Нікі Мінаж          |
| 12 лютого         | Pink Friday                    | Нікі Мінаж          |
| 19 лютого         | Pink Friday                    | Нікі Мінаж          |
| 26 лютого         | Pink Friday                    | Нікі Мінаж          |
| 5 березня         | Recovery                       | Eminem              |
| 12 березня        | Recovery                       | Eminem              |
| 19 березня        | Pink Friday                    | Нікі Мінаж          |
| 26 березня        | Lasers                         | Лупе Фіаско         |
| 2 квітня          | Lasers                         | Лупе Фіаско         |
| 9 квітня          | Lasers                         | Лупе Фіаско         |
| 16 квітня         | Rolling Papers                 | Віз Каліфа          |
| 23 квітня         | Rolling Papers                 | Віз Каліфа          |
| 30 квітня         | Rolling Papers                 | Віз Каліфа          |
| 7 травня          | Rolling Papers                 | Віз Каліфа          |
| 14 травня         | Rolling Papers                 | Віз Каліфа          |
| 21 травня         | Hot Sauce Committee Part Two   | Beastie Boys        |
| 28 травня         | Turtleneck & Chain             | The Lonely Island   |
| 4 червня          | Hot Sauce Committee Part Two   | Beastie Boys        |
| 11 червня         | Self Made Vol. 1               | Maybach Music Group |
| 18 червня         | Self Made Vol. 1               | Maybach Music Group |
| 25 червня         | All 6's and 7's                | Tech N9ne           |
| 2 липня           | Hell: The Sequel               | Bad Meets Evil      |
| 9 липня           | Hell: The Sequel               | Bad Meets Evil      |
| 16 липня          | Finally Famous                 | Big Sean            |
| 23 липня          | Hell: The Sequel               | Bad Meets Evil      |
| 30 липня          | Hell: The Sequel               | Bad Meets Evil      |
| 6 серпня          | We the Best Forever            | DJ Khaled           |
| 13 серпня         | Hell: The Sequel               | Bad Meets Evil      |
| 20 серпня         | Hell: The Sequel               | Bad Meets Evil      |
| 27 серпня         | Watch the Throne               | Jay-Z та Каньє Вест |
| 3 вересня         | Watch the Throne               | Jay-Z та Каньє Вест |
| 10 вересня        | The R.E.D. Album               | Game                |
| 17 вересня        | Tha Carter IV                  | Lil Wayne           |
| 24 вересня        | Tha Carter IV                  | Lil Wayne           |
| 1 жовтня          | Tha Carter IV                  | Lil Wayne           |
| 8 жовтня          | Tha Carter IV                  | Lil Wayne           |
| 15 жовтня         | Cole World: The Sideline Story | Джей Коул           |
| 22 жовтня         | Cole World: The Sideline Story | Джей Коул           |
| 29 жовтня         | Tha Carter IV                  | Lil Wayne           |
| 5 листопада       | Tha Carter IV                  | Lil Wayne           |
| 12 листопада      | Tha Carter IV                  | Lil Wayne           |
| 19 листопада      | Ambition                       | Wale                |
| 26 листопада      | Blue Slide Park                | Мак Міллер          |
| 3 грудня          | Take Care                      | Drake               |
| 10 грудня         | Take Care                      | Drake               |
| 17 грудня         | Take Care                      | Drake               |
| 24 грудня         | Take Care                      | Drake               |
| 31 грудня         | Take Care                      | Drake               |